# Education Reform Act 1988
Der Education Reform Act 1988 wird weithin als der wichtigste Teil der Bildungsgesetzgebung in England und Wales seit Butlers Education Act 1944 angesehen. Das Gesetz bildete den Kern der konservativen Bildungsreform der Regierung von Margaret Thatcher unter dem Bildungsminister Kenneth Baker. Es sollte die Schulen dem Einfluss der oft links regierten Kommunen (bzw. der Local Education Authorities) entziehen und zentralistisch die Schulergebnisse verbessern. Dahinter stand die konservative Kritik an der Gesamtschulpolitik der vorigen Labour-Regierung. Leistung sollte wieder mehr im Mittelpunkt stehen, die Bildung für Marktmechanismen geöffnet und private Unternehmen sollten mehr Einfluss bekommen.
Die Hauptmaßnahmen der Bildungsreform waren:
- Eine Wahlmöglichkeit der Schule wurde für die Eltern eingeführt.
- City Technology Colleges (CTCs) wurden eingeführt (15 insgesamt mit über 1000 Schülern), der Finanzkontrolle der local authorities entzogen und die Kontrolle dem Schulleiter übergeben. Damit war auch eine private Finanzierung möglich, was aber wenigen gelang. Diesen CTCs folgten unter Blair die City academies.
- Eine stärkere Kontrolle von Abschlüssen unter dem Namen 'degree' fand durch Regierungsstellen statt.
- Grant-maintained schools (GMS) wurden eingeführt, die als Grund- und Sekundarschulen sich von der Finanzkontrolle der lokalen Behörden befreien durften und von der Zentralregierung finanziert wurden. Hinzu kam ein von den Kommunen unabhängiges Schulmanagement.
- Vier 'Schlüsselstufen'ziele (Key Stages, KS) wurden eingeführt: Auf jeder Altersstufe sollten bestimmte Schulfächer belegt und Lernziele mit Bildungsstandards erreicht werden.

## National Curriculum in England
- Das National Curriculum (NC) wurde im Education Act 1988 eingeführt, ein einheitliches Lehrplanwerk mit Bildungsstandards und Hauptfächern (Englisch, Mathematik, Naturwissenschaften). Sie sollten zentral überprüft werden, wofür 1992 eine eigene zentrale Behörde Ofsted gegründet wurde. Die Schulergebnisse wurden öffentlich gemacht, um die Konkurrenz anzuregen. Das NC bietet den Schülern eine Einführung, um gebildete Bürger zu sein, bildet aber nur den Kern der Bildung, Erweiterungen jeglicher Art sind möglich. Der erste Unterricht nach dem Curriculum begann im September 1989.

Die Schlüsselstufen und Fächer des aktuellen (2014) englischen National Curriculum:
| Fach                 | Schlüsselstufe 1 (Alter 5–7) | Schlüsselstufe 2 (Alter 7–11) | Schlüsselstufe 3 (Alter 11–14) | Schlüsselstufe 4 (Alter 14–16) |
| -------------------- | ---------------------------- | ----------------------------- | ------------------------------ | ------------------------------ |
| Englisch             |                              |                               |                                |                                |
| Mathematik           |                              |                               |                                |                                |
| Naturwissenschaft    |                              |                               |                                |                                |
| Kunst & Design       |                              |                               |                                |                                |
| Politik              |                              |                               |                                |                                |
| Informatik           |                              |                               |                                |                                |
| Technik              |                              |                               |                                |                                |
| Fremdsprache         |                              |                               |                                |                                |
| Erdkunde             |                              |                               |                                |                                |
| Geschichtsunterricht |                              |                               |                                |                                |
| Musik                |                              |                               |                                |                                |
| Sport                |                              |                               |                                |                                |

Vorgeschrieben sind noch Religionserziehung in allen Stufen und Sexualerziehung in Stufe 2 und 3.
Bereits 1995 wurde das NC überarbeitet, weil es zu viele Inhalte hatte und die zentralen Assessments wegen ihrer Schwächen von den Lehrern boykottiert wurden. Die Labour-Regierung mit Bildungsminister David Blunkett stärkte 1999 noch einmal in den frühen Klassen den Fokus auf Englisch und Mathematik (Literacy und Numeracy). Zuletzt hat Michael Gove 2014 größere Veränderungen vorgenommen.

## Einzelbelege
1. ↑  Roland Sturm: Bildung und Kultur | bpb. Abgerufen am 7. Januar 2022.
2. ↑  National curriculum in England: framework for key stages 1 to 4. Abgerufen am 7. Januar 2022 (englisch).
3. ↑  National curriculum. Abgerufen am 7. Januar 2022 (englisch).